# آدم صالح
آدم محسن يحيى صالح (من مواليد 4 يونيو 1993) مغني راب أمريكي من أصل يمني وشخصية يوتيوبر من مدينة نيويورك، اشتهر بمقاطع الفيديو الخاصة به على يوتيوب.

## روابط خارجية
- آدم صالح على موقع IMDb (الإنجليزية)
- آدم صالح في قاعدة بيانات الأفلام على الإنترنت
- قناة آدم صالح  على يوتيوب
- قناة آدم صالح  على يوتيوب